# Niepokonana Jane
Niepokonana Jane (ang. Jane Got a Gun) – amerykański western z 2015 roku w reżyserii Gavina O’Connora, wyprodukowany przez wytwórnię The Weinstein Company.

## Fabuła
Akcja filmu rozgrywa się na Dzikim Zachodzie. Piękna Jane Hammond (Natalie Portman) decyduje się poślubić jednego z najgroźniejszych przestępców w mieście. Pewnego dnia jej ukochany, Bill (Noah Emmerich), występuje przeciwko członkom własnego gangu. Okrutni Bishop Boys nie tolerują jednak zdrady. Nielojalny kompan otrzymuje osiem strzałów w plecy. Zrozpaczona kobieta postanawia sama chwycić za broń. Jej bezkompromisowa postawa wywołuje prawdziwą wściekłość u przywódcy bandy, bezwzględnego Johna (Ewan McGregor). Ostatnią nadzieją Jane staje się dawna miłość – Dan Frost (Joel Edgerton). Rewolwerowiec nienawidzi wprawdzie Billa, ale wciąż darzy uczuciem jego żonę. Po namyśle decyduje się jej pomóc. Razem opracowują szczegóły planu zemsty.

## Obsada
- Natalie Portman jako Jane Hammond
- Joel Edgerton jako Dan Frost
- Noah Emmerich jako Bill "Ham" Hammond
- Rodrigo Santoro jako Fitchum
- Boyd Holbrook jako Vic Owen
- Ewan McGregor jako John Bishop
- Alex Manette jako Buck

## Odbiór

### Krytyka
Film Niepokonana Jane spotkał się z mieszaną reakcją krytyków. W serwisie Rotten Tomatoes 43% z osiemdziesięciu recenzji filmu jest pozytywne (średnia ocen wyniosła 5,22 na 10). Na portalu Metacritic średnia ocen z 17 recenzji wyniosła 49 punktów na 100.